# Королёвка (Борщёвская городская община)
Королёвка (укр. Королівка) — село в Борщёвской городской общине Чортковского района Тернопольской области Украины.
До 2020 года входило в Борщёвский район.
Код КОАТУУ — 6120883701. Население по переписи 2001 года составляло 1094 человека.

## Географическое положение
Село Королёвка находится на правом берегу реки Ничлава, выше по течению на расстоянии в 0,5 км расположено село Стрелковцы, ниже по течению на расстоянии в 2 км расположено село Сковятин. Через село проходит автомобильная дорога Т-2018.

## История
- Село известно с XV века.

## Происхождение названия
Украинское название села несколько раз изменялось: укр. Каролівка, при австрийцах и поляках — укр. Корольовка, 1945—1989 — укр. Коралівка. В русскоязычном издании АТД УССР 1978 года село называется Коралловка.

## Объекты социальной сферы
- Школа.
- Клуб.
- Фельдшерско-акушерский пункт.

## Достопримечательности
- Карстовая пещера Оптимистическая — длиннейшая гипсовая пещера в мире.

## Известные уроженцы и жители
- Андрияшик, Роман Васильевич (1933—2000) — украинский писатель, журналист, лауреат Шевченковской премии.
- Франк, Яков (1726—1791) — польско-еврейский религиозный деятель.